# Хикаригаока (станция)
Станция Хикаригаока (яп. 光が丘駅 хикаригаока эки) — железнодорожная станция расположенная в специальном районе Нэрима, Токио. Станция обозначена номером E-38 и является конечной станцией линии Оэдо. На станции установлены автоматические платформенные ворота.

## Планировка станции
Одна платформа островного типа и 2 пути. Платформа располагается на глубине 11,9 метра под землёй, что делает её наименее глубоко расположенной среди всех платформ линии Оэдо.
| 1 | ○ Линия Оэдо | Тотёмаэ, Роппонги и Даймон |
| 2 | ○ конечная   |                            |

## Близлежащие станции
| «               |  | Линия      |  | »                |
| --------------- |  | ---------- |  | ---------------- |
| Нэрима-Касугатё |  | Линия Оэдо |  | Конечная станция |